# André Tchaikowsky
Pour les articles homonymes, voir Tchaïkovski (homonymie).
André Tchaikowsky (aussi orthographié Andrzej Czajkowski), né Robert Andrzej Krauthammer, à Varsovie, le 1er novembre 1935 et mort à Oxford, le 26 juin 1982, est un compositeur et pianiste polonais.

## Vie et œuvres
Robert Andrzej Krauthammer naquit à Varsovie en 1935.  Très jeune, il fit preuve de talents musicaux remarquables, et sa mère, pianiste amatrice, lui enseigna le piano dès ses 4 ans. À la suite de la déclaration de la Seconde Guerre mondiale, sa famille, étant juive, fut déportée dans le ghetto de Varsovie. Krauthammer y resta jusqu'en 1942, année où il en sortit secrètement. Muni de faux papiers d'identité au nom d’Andrzej Czajkowski, il entra alors dans la clandestinité avec sa grand-mère, Celina. Les deux restèrent cachés jusqu'en 1944, lorsqu'ils furent arrêtés lors de l'insurrection de Varsovie. Ils furent ensuite envoyés au camp de concentration de Pruszkow en tant que citoyens polonais. Ils furent libérés en 1945. Le père de Tchaikowsky, Karl Krauthammer, qui survécut à la guerre, se remaria et eut une fille, Katherine Krauthammer-Vogt. La mère de Tchaikowsky, Felicja Krauthammer (née Rappaport), fut raflée dans le ghetto de Varsovie en 1942 et périt à Treblinka.
Andrzej Czajkowski, comme il se faisait encore appeler à l'époque (il adopta l'orthographe André Tchaikowsky par la suite), reprit ses leçons à l'âge de 9 ans à l'école publique de Lodz, sous la tutelle d'Emma Altberg (ancienne élève de Wanda Landowska). Puis, il se rendit à Paris, où Lazare Lévy prit soin de son éducation. Pendant son séjour en France, il aurait rompu les relations avec son père durant plusieurs années à la suite d'un différend.
Après son retour en Pologne en 1950, il étudia à l'Académie de musique d'État à Sopot sous l'aile du professeur Olga Iliwicka-Dąbrowska et, plus tard, à l'Académie de musique d'État de Varsovie sous la direction du professeur Stanisław Szpinalski. Dès ses études, il entama sa carrière de concertiste en interprétant notamment les Variations Goldberg de Bach et le Concerto pour piano nº 2 de Rachmaninov et ravit les auditeurs par ses brillantes improvisations. À partir de 1951, il suit des cours de composition avec le professeur Kazimierz Sikorski.
Après son succès lors de la cinquième édition du Concours international de piano Frédéric-Chopin, où il gagna le huitième prix en 1955, Tchaikowsky s'exila à Bruxelles pour étudier sous la férule de Stefan Askenase. Grâce à cette collaboration avec cet illustre pianiste polonais, Tchaikowsky put prendre part au Concours musical international Reine Élisabeth de Belgique et gagner le troisième prix en 1956.
En 1957, il donna une série de récitals à Paris, et interpréta toutes les compositions pour piano de Maurice Ravel à l'occasion du vingtième anniversaire de la mort du compositeur français. À la même époque, il consulta Nadia Boulanger à Fontainebleau pour ses compositions, de même qu'il établit des contacts avec Arthur Rubinstein.
Malgré son succès en tant que concertiste, la plus grande passion d'André Tchaikowsky était la composition. Il écrivit un concerto pour piano, un quatuor à cordes pour voix et piano mettant en musique sept sonnets de William Shakespeare, un trio pour piano et plusieurs compositions pour piano solo. Il a commencé à travailler à un opéra, mettant en musique Le Marchand de Venise de Shakespeare.  Il a effectué plusieurs enregistrements de son travail pour le label EMI.
Pour RCA Red Seal et Columbia Masterworks, il a enregistré les Variations Goldberg de Bach, deux sonates et les Variations en fa mineur de Haydn, le Concerto en do majeur, deux sonates et des œuvres mineures de Mozart, des valses, ländlers et danses allemandes de Schubert, 15 mazurkas de Chopin et le Quatuor pour piano en do mineur de Fauré.

## Anecdote
Tchaikowsky est mort d'un cancer du colon à l'âge de 46 ans à Oxford,. Conformément aux dernières volontés du compositeur, son corps fut donné à la médecine, et son crâne à la Royal Shakespeare Company. Féru de théâtre et notamment de Shakespeare, Tchaikowsky avait demandé que cette partie de son squelette serve d'accessoire au théâtre. Il espérait que son crâne représenterait celui de Yorick lors du célèbre monologue de Hamlet. Toutefois, durant de nombreuses années, aucun acteur ni metteur en scène ne se sentit suffisamment à l'aise pour se servir de ce véritable crâne humain sur scène, même si ce dernier servit parfois à des répétitions. En 2008, le crâne a finalement été utilisé par David Tennant dans une série de représentations de Hamlet au théâtre Courtyard, à Stratford-upon-Avon.  La presse ayant révélé la présence du crâne de Tchaikowsky sur scène, cette production de  Hamlet fut déplacée dans le West End, et la RSC annonça qu'elle ne l'utiliserait plus (un porte-parole a déclaré d'ailleurs que le crâne serait « trop distrayant pour le public »). En réalité, il s'agissait d'une ruse : son crâne a bel et bien été utilisé tout au long de la production dans le West End et dans une adaptation sur BBC2. Gregory Doran, metteur en scène de la pièce interprétée au théâtre et à la télévision, a dit que « le crâne d'André Tchaikowsky était une partie très importante de notre production de Hamlet et, malgré tout le battage médiatique, André représentait beaucoup pour la compagnie. »

## Compositions notables
- Sonate pour clarinette et piano, op. 1 (1959)
- Inventions pour piano, op. 2 (1961–1962) Chaque pièce est un portrait musical, dédié à un collègue ou ami
- Quatuor à cordes no 1 en la majeur, op. 3 (1969–1970)
- Concerto pour piano no 2, op. 4 (1966–1971)
- Quatuor à cordes no 2 en do majeur, op. 5 (1973–1975)